# Theodosius Dobzhansky
Theodosius Grygorovych Dobzhansky, FMRS  (tiếng Ukraina: Теодосій Григорович Добжанський, tiếng Nga: Феодосий Григорьевич Добржанский) (1900-1975) là nhà sinh học người Mỹ gốc Ukraina. Ông là một trong những nhà khoa học đã xây dựng thuyết tiến hóa tổng hợp hiện đại. Ông được coi là kiến trúc sư cho tư tưởng tiến hóa thế kỷ XX. Năm 1973, Dobzhansky đã viết rằng "Mọi thứ trong sinh học đều vô nghĩa nếu không được ánh sáng của thuyết tiến hóa soi rọi", bởi vì nó đã rọi sáng những mối quan hệ của thứ tưởng chừng là những sự kiện rời rạc trong lịch sử tự nhiên vào một tập hợp tri thức diễn giải mạch lạc có thể mô tả và tiên đoán nhiều sự kiện có thể quan sát được về sự sống trên hành tinh này. Ngoài ra, ông còn biết đến tiến hóa hữu thần.